# Woodsia × tryonis
Woodsia × tryonis là một loài dương xỉ trong họ Woodsiaceae. Loài này được B.Boivin mô tả khoa học đầu tiên năm 1966.
Danh pháp khoa học của loài này chưa được làm sáng tỏ. 